# Benn Harradine
Benn Harradine, född 14 oktober 1982 i Australien, är en australiensisk friidrottare (diskuskastare), i Sverige tävlande för Hammarby IF. Han vann SM-guld i diskuskastning år 2015.

## Personliga rekord
| Utomhus - Kula – 15,17 (Melbourne, Australien 29 september 2005) - Diskus – 68,20 (Townsville, Australien 10 maj 2013) - Slägga – 32,71 (Sundsvall 1 juli 2015) |